# Trolejbusy w Tampere
Trolejbusy w Tampere − zlikwidowany system komunikacji trolejbusowej w fińskim mieście Tampere.

## Historia
Trolejbusy w Tampere uruchomiono 8 grudnia 1948. Pierwsza linia trolejbusowa o długości 5,25 km połączyła Hämeenkatu i Härmälä. W kolejnych latach sieć trolejbusową rozbudowano. 15 maja 1976 zlikwidowano system.

## Tabor
Do obsługi sieci zakupiono trolejbusy Valmet, BBC, które dla Tampere były produkowane z przerwami od 1948 do 1959.